# 조제프 니콜라 로베르 플뢰리

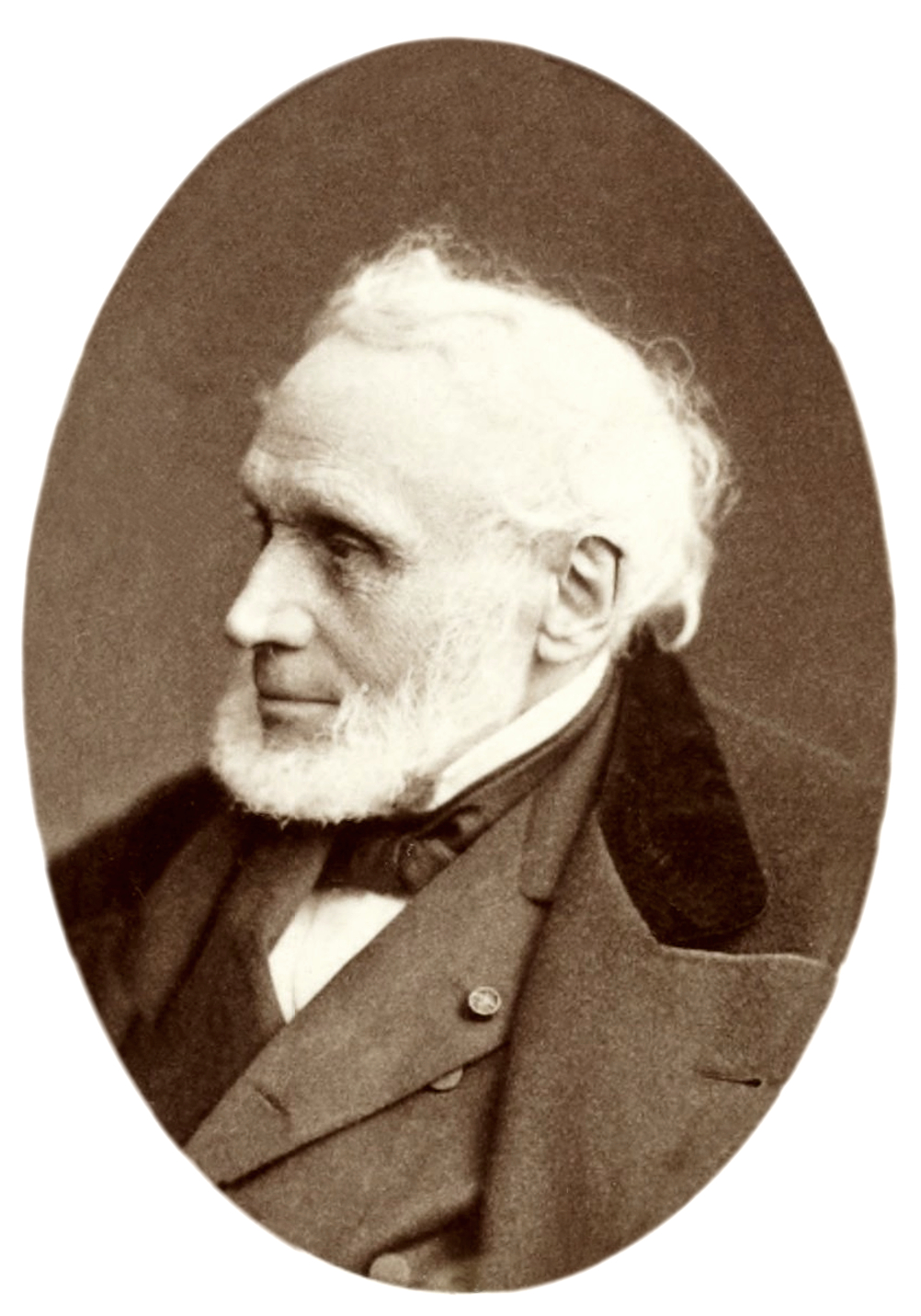
1880년, 조제프 니콜라 로베르 플뢰리

조제프 니콜라 로베르 플뢰리(Joseph-Nicolas Robert-Fleury, 1797년 8월 8일~1890년 5월 5일)는 쾰른에서 태어나 가족들에 의해 파리로 보내졌고 이탈리아를 여행한 후 프랑스로 돌아와 1824년 살롱에 처음 모습을 드러냈다. 그러나 그의 명성은 3년 후 그가 성 오노프리우스 수녀원에서 타소를 전시할 때까지 확립되지 않았다.
활발한 독창적인 재능과 특히 역사의 비극적 사건에 대한 생생한 상상력으로 그는 곧 명성을 얻었고 1850년에 프랑수아 마리우스 그라네의 뒤를 이어 예술 아카데미의 회원이 되었다. 1855년에 플뢰리는 교수로 임명되었고 1863년에는 에콜 데 보자르의 관장으로 임명되었으며, 이듬해 그는 그 도시에 있는 아카데미 프랑세즈의 관장으로 로마로 갔다.
그의 제자로는 Marie-Adélaïde Baubry-Vaillant, 다비드 블레스, Marguerite Jacquelin, Charles Désiré Hué [fr], Leon Kapliński 및 Henri Le Riche 등이 있다. 조제프 니콜라 로베르 플뢰리의 아들 Tony Robert-Fleury도 화가였다.